# Đăng (cá)

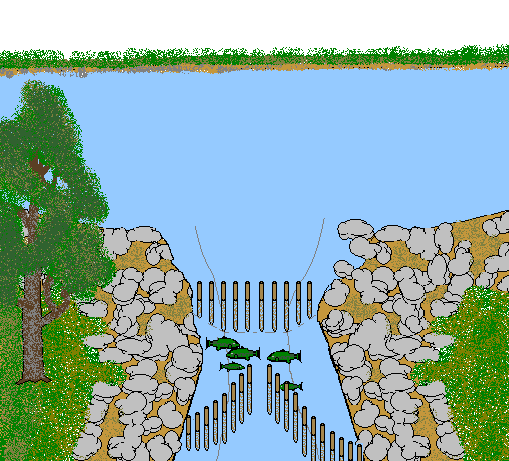
Đăng đóng ngang sông

Đăng là một cách đánh cá bằng cách giăng chướng ngại vật ngang dòng nước như mương, rạch, sông khiến cá tôm bị lùa vào một lối để bị bắt. Đăng cá ở Việt Nam thường đóng bằng cây gỗ nhưng ở Âu châu có thể xây hẳn bằng đá.
Ở Đồng bằng sông Cửu Long đăng đóng không kín hết bề ngang sông thì gọi là bửng.